# Roma Creek
Roma Creek és una concentració de població designada pel cens dels Estats Units a l'estat de Texas. Segons el cens del 2000 tenia 610 habitants.

## Demografia
Segons el cens del 2000, Roma Creek tenia 610 habitants, 141 habitatges, i 133 famílies. La densitat de població era de 45,4 habitants per km².
Dels 141 habitatges en un 70,2% hi vivien nens de menys de 18 anys, en un 76,6% hi vivien parelles casades, en un 17% dones solteres, i en un 5% no eren unitats familiars. En el 4,3% dels habitatges hi vivien persones soles el 2,1% de les quals corresponia a persones de 65 anys o més que vivien soles. El nombre mitjà de persones vivint en cada habitatge era de 4,24 i el nombre mitjà de persones que vivien en cada família era de 4,39.
Per edats la població es repartia de la següent manera: un 42,6% tenia menys de 18 anys, un 9,2% entre 18 i 24, un 32,1% entre 25 i 44, un 10,2% de 45 a 60 i un 5,9% 65 anys o més.
L'edat mediana era de 23 anys. Per cada 100 dones de 18 o més anys hi havia 88,2 homes.
La renda mediana per habitatge era de 12.750 $ i la renda mediana per família de 12.270 $. Els homes tenien una renda mediana d'11.250 $ mentre que les dones 0 $. La renda per capita de la població era de 5.062 $. Aproximadament el 63,2% de les famílies i el 66,7% de la població estaven per davall del llindar de pobresa.

## Poblacions més properes
El següent diagrama mostra les poblacions més properes.